# Anchiceratops
Anchiceratops („Blízkorohá tvář“) byl rod středně velkého ceratopsidního dinosaura žijícího v období svrchní křídy (asi před 73 až 71 miliony let) na území Severní Ameriky (Alberta v Kanadě). Fosilie tohoto ceratopsida byly objeveny v sedimentech souvrství Horseshoe Canyon a souvrství Oldman.

## Popis
Stejně jako ostatní rohatí dinosauři byl i Anchiceratops čtyřnohý býložravec se třemi rohy na hlavě, jakoby papouščím zobákem a dlouhým límcem za hlavou. Tento dinosaurus mohl dosahovat délky kolem 4,5 až 6 metrů a hmotnosti asi 1500 kg.

## Historie a význam

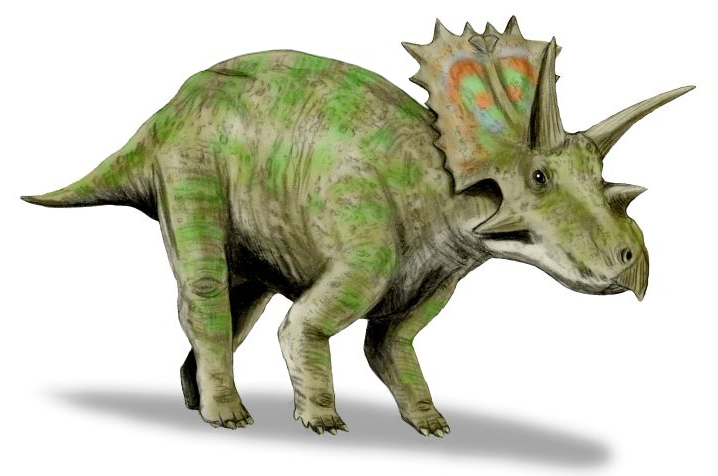
Anchiceratops - rekonstrukce vzezření.

Anchiceratops byl popsán v roce 1914 paleontologem Barnumem Brownem. Dnes známe jen jeden validní druh, A. ornatus. Některé nálezy relativně menších jedinců se zdají nasvědčovat sexuálnímu dimorfizmu (rozdílné velikosti obou pohlaví) u tohoto dinosaura.
Anchiceratops mohl být přímým vývojovým potomkem rodů Pentaceratops, Navajoceratops a Terminocavus.